# 26 Przemyski Oddział WOP
26 Przemyski Oddział Wojsk Ochrony Pogranicza – zlikwidowany oddział w strukturze organizacyjnej Wojsk Ochrony Pogranicza pełniący służbę na granicy polsko-czechosłowackiej i polsko-radzieckiej.

## Formowanie i zmiany organizacyjne

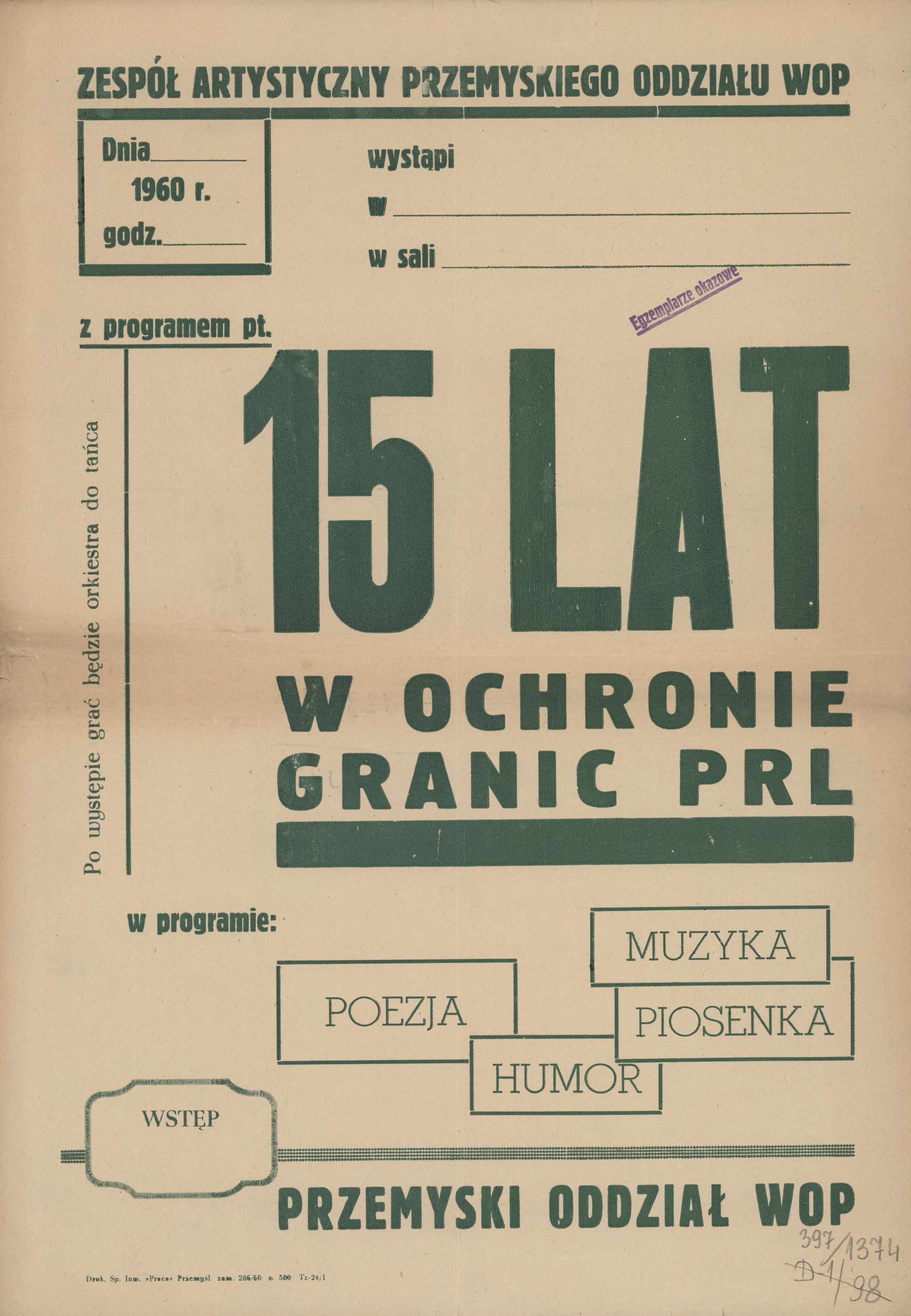
Afisz informujący o występie Zespołu Artystycznego Przemyskiego Oddziału WOP – program: „15 lat w ochronie granic PRL” (1960)

26 Przemyski Oddział WOP JW 1166 sformowany został w 1957 na bazie Grupy Manewrowej i Samodzielnego Oddziału Zwiadowczego. Sztab i sekcję polityczną sformowano w oddziale dopiero w 1958. Zgodnie z etatem czasu „P” nr 354/8, 1 sierpnia 1957 Oddział liczył 400 żołnierzy, a etat czasu „W” nr 0354/116 przewidywał 809 żołnierzy. W 1959 nadano 26 Oddziałowi nazwę: 26 Przemyski Oddział WOP. W 1961 dowództwo posiadało kryptonim Semafor. W 1962 wprowadzono nowy plan mobilizacyjny PM–62. Zakładał on na wypadek wojny znaczne rozwiniecie jednostki. Zgodnie z etatem czasu „P”, 1 lipca 1965 Oddział liczył 657 żołnierzy, a etat czasu „W” przewidywał 2157 żołnierzy. W 1964 oddział przyjął do ochrony część wschodnią odcinka Karpackiej Brygady WOP w Nowym Sączu. W 1968 zwrócił ww. odcinek.

## Struktura organizacyjna
- Dowództwo, sztab i pododdziały dowodzenia[4]
- Dwie kompanie piechoty
- Placówki WOP: Sołotwina, Korczowa, Medyka, Hermanowice, Lutowiska i Krościenko
- Graniczne placówki kontrolne (GPK): Medyka (drogowa, kolejowa) i Krościenko (kolejowa).

1 stycznia 1960 26 Przemyskiemu Oddziałowi WOP  podlegały:
- 1 placówka WOP Lutowiska
- 2 placówka WOP Krościenko
- 3 placówka WOP Hermanowice
- 4 placówka WOP Medyka
- 5 placówka WOP Korczowa
- 6 placówka WOP Słotwina
- Graniczna Placówka Kontrolna Medyka.

Struktura batalionu i numeracja strażnic na dzień 1.01.1964:
- 1 placówka WOP Lutowiska
  - przejście graniczne ruchu uproszczonego Lutowiska
- 2 placówka WOP Krościenko
  - przejście graniczne ruchu uproszczonego Krościenko
- 3 placówka WOP Hermanowice
  - przejście graniczne ruchu uproszczonego Przemyśl
- 4 placówka WOP Medyka
  - przejście graniczne ruchu uproszczonego Przemyśl
- 5 placówka WOP Korczowa
  - przejście graniczne ruchu uproszczonego Młyn
- 6 placówka WOP Sołotwina
- GPK kolejowa Medyka
- Batalion WOP Sanok[f].

## Sztandar i odznaczenia oddziału
W 1963 społeczeństwo Przemyśla ufundowało oddziałowi sztandar. Wręczenia dokonał 26 lipca 1963 dowódca WOP gen. bryg. Eugeniusz Dostojewski.
12 czerwca 1975 Rada Państwa nadała oddziałowi Krzyż Komandorski Orderu Odrodzenia Polski. Na rynku w Przemyślu dekoracji dokonał minister spraw wewnętrznych gen. bryg. Stanisław Kowalczyk.

## Wydarzenia
- 1967 – 17 września została utworzona Orkiestra 26. Przemyskiego Oddziału Wojsk Ochrony Pogranicza. Pierwszym kapelmistrzem orkiestry został kpt. Kazimierz Czeredrecki (ppłk rez. Kazimierz Czeredrecki)[6].

## Sąsiednie oddziały/brygady Wojsk Ochrony Pogranicza
- 23 Chełmski Oddział WOP ⇔ 3 Karpacka Brygada WOP.

## Dowódcy oddziału
- płk Józef Bobrownicki (do 1.07.1974)
- płk Edward Korczyński.